# Willemijn Posthumus-van der Goot
Willemijn Posthumus-van der Goot (Pretoria, Sudáfrica, 2 de mayo de 1897 - Ámsterdam, 16 de enero de 1989) también conocida ocasionalmente por el seudónimo de Peggy Vlug fue una economista, escritora, activista feminista y locutora de radio holandesa. Fue la primera mujer en obtener un doctorado en economía en los Países Bajos y su trabajo se centró en el impacto de las mujeres trabajadoras en la economía. Reconociendo que había pocas fuentes, se unió a otras feministas para crear los Archivos Internacionales para el Movimiento de Mujeres en 1935. Al escribir informes sobre el trabajo de las mujeres, refutó las afirmaciones del gobierno de que las mujeres que trabajaban fuera del hogar no aportaban beneficios. Propuesto por primera vez en 1939, el Consejo de Hogares, que ella vio como una organización para fomentar la capacitación y organizar a las trabajadoras domésticos, se instituyó en 1950. Fundó la Asociación Internacional de Mujeres en Radio y Televisión, como organización para el desarrollo profesional y la creación de redes en 1949. Como activista por la paz, estuvo involucrada en la promoción del pacifismo y creyendo que las mujeres tenían cualidades únicas para resolver problemas mundiales, estableció el Instituto Científico Internacional de Interpretación Femenina. En 1982, en reconocimiento de sus importantes contribuciones al Movimiento de Mujeres Holandesas, Posthumus-van der Goot fue nombrada oficial de la Orden de Orange-Nassau . En 2008, ella, su esposo y su hermana, fueron honrados como Justos entre las Naciones por el gobierno de Israel, por sus hijos adoptivos durante la ocupación holandesa por los nazis. 

## Biografía
Willemijn Hendrika van der Goot nació el 2 de mayo de 1897 en Pretoria, Sudáfrica, hija de Elisabeth Marijna (nacida Castens) y Fiepko van der Goot. Su padre era ingeniero y Lilian, como la llamaban, creció con su hermana, Annie, en la colonia holandesa de Batavia, en las Indias Orientales Neerlandesas . Estudió en el Gymnasium Koning Willem III obteniendo un certificado para enseñar francés en 1914. Al mudarse a Suiza, Van der Goot realizó inicialmente sus estudios de educación superior en ingeniería en Lausana, pero decidió cambiar y estudiar economía trasladándose a la nueva escuela Nederlandsche Handels-Hoogeschool (Escuela de Comercio de los Países Bajos) en Róterdam en 1920. Allí se unió a la Asociación de Estudiantes Femeninas de Róterdam y completó sus estudios en 1926. Luego completó su disertación, De besting van het inkomen. Het indexcijfer van de kosten van levensonderhoud (El gasto del ingreso. El índice del costo de vida) en 1930, graduándose como la primera mujer en obtener un doctorado en economía en los Países Bajos.
Poco después de completar sus estudios, el 19 de enero de 1931 en Londres, Van der Goot se casó con Nicolaas Wilhelmus Posthumus, un profesor de historia económica a quien había conocido durante sus estudios. Incapaz de encontrar empleo, particularmente debido a la restricción del gobierno sobre las mujeres casadas que trabajan durante la Gran Depresión,  comenzó a ayudar a su esposo con su trabajo. A partir de 1933, preparó información estadística para su estudio de la historia de la industria de la chapa de Leidse y su trabajo sobre la historia de los precios holandeses. También se volvió más activa como feminista, asistiendo a una conferencia de 1934 sobre los derechos de las mujeres y la igualdad de ciudadanía organizada por Vereeniging voor Vrouwenkiesrecht . Reconociendo en la conferencia lo poco que se sabía sobre las contribuciones económicas de las mujeres, Posthumus-van der Goot ayudó a organizar una conferencia al año siguiente celebrada en Bilthoven a partir de la que se creó el Comité Jongeren Werk (JWC) (Youth Work Comité), del cual pronto se convertiría en presidenta. Ese mismo año, inició un análisis económico para el Comité sobre el Mantenimiento de la Libertad Laboral de las Mujeres para evaluar el impacto de las mujeres trabajadoras. Su investigación confirmó que las familias en las que las mujeres trabajaban fuera del hogar funcionaban de manera más eficiente que aquellas donde en las que las mujeres trabajaban únicamente como amas de casa .
Al tratar de preparar el informe, Posthumus-van der Goot reconoció que no había registros de archivo que pudieran consultarse que se ocuparan únicamente de la historia de las mujeres. Se unió a Rosa Manus, una prominente feminista, y a Johanna Naber, una historiadora interesada en documentar la historia de las mujeres, en 1935 para fundar los Archivos Internacionales para el Movimiento de Mujeres ( en neerlandés: Internationaal Archief voor de Vrouwenbeweging (IAV)    ) con el fin de promover becas sobre la historia de las mujeres y las contribuciones a la sociedad. En 1936, comenzó a trabajar en Algemene Vereniging Radio Omroep (AVRO) como directora de programación de radio para mujeres. Lanzó un popular programa de cinco minutos Een kort gesprek van vrouw tot vrouw (Una breve charla de mujer a mujer) que se transmitió de 1936 a 1952, excepto durante la ocupación nazi de los Países Bajos . Ese mismo año, también se involucró en el movimiento pacifista y asistió a la Reunión Universal de la Paz (en francés: Rassemblement universel pour la paix ), celebrada en Bruselas . En 1937, cuando el ministro Carl Romme propuso prohibir a todas las mujeres casadas el trabajo remunerado, Posthumus-van der Goot no solo publicó artículos contra el anteproyecto de ley de Romme, sino que ayudó a organizar una campaña de postales para inundar el Ministerio de Asuntos Sociales con protestas.
En 1938, nació la hija de Posthumus-van der Goot, Claire, y la pareja, que anteriormente había vivido en Ámsterdam, se mudó a Noordwijk aan Zee, donde se alojaron con la hermana de Lilian, Annie Diaz-van der Goot y su hija, Liesbeth. Cuando los soldados alemanes fueron alojados en su casa, la familia se mudó a Leiden y comenzó a trabajar con la resistencia holandesa para sacar a los niños de Ámsterdam de contrabando y colocarlos con familias de acogida . Comenzó a trabajar en planes en 1939 para desarrollar un Consejo de Hogares, organizar a los trabajadores domésticos y proporcionarles capacitación. En 1940, la mayoría de las colecciones de IAV fueron confiscadas por saqueadores nazis y Rosa Manus fue arrestada, deportada a un campo de concentración y asesinada. Al año siguiente, Johanna Naber también murió, dejando a Posthumus-van der Goot como la única fundadora viva del IAV y a cargo de los intentos de recuperación. En 1943, Bertha Eveline Koster, de diez años, conocida como "Bep", se mudó con la familia extendida y se quedó con ellos durante los próximos dos años. Ese mismo año, ella comenzó a trabajar con nl  y Marga Klompé sobre la reorganización del IAV para el período de posguerra.
Cuando terminó la guerra, Posthumus-van der Goot y su familia regresaron a Ámsterdam, donde reanudó sus transmisiones en AVRO. En 1946, publicó Statistiek en werkelijkheid (Estadísticas y realidad), que evaluó cómo las estadísticas podrían manipularse para presentar diferentes realidades. Dos años después, se publicó Van moeder op dochter, Het aandeel van de vrouw in een veranderende wereld (From Mother to Daughter, The Proportion of Women in a Changing World), que editó y coescribió, junto con Anna de Waal. El libro, escrito para el cambio de poder de la Reina Guillermina a la Reina Juliana, fue una descripción general del Movimiento de Mujeres Holandesas y todavía se considera un texto importante publicándose varias reimpresiones y ediciones posteriores. En 1949, en un esfuerzo por aumentar las redes y ayudar a las emisoras en su desarrollo profesional, Posthumus-van der Goot fundó la Asociación Internacional de Mujeres en Radio (IAWR) (las emisoras de televisión se incorporaron a la organización en 1959 ) Creía firmemente que las redes internacionales de mujeres facilitarían y fomentarían la paz mundial. En 1950, ella y su esposo se separaron y vivieron separados hasta su muerte en 1960.
Finalmente, en 1950, la organización Posthumus-van der Goot había imaginado por primera vez en 1939 cuando se desarrolló el Consejo de la Familia. También fundó una oficina de asesoría para mujeres, llamada así por su programa de radio De mujeres a mujeres, que funcionó bajo los auspicios de la Fundación Marie Jungius en 1951. La oficina brindó asistencia a mujeres en una amplia plataforma centrada en temas del hogar. tareas para maquillarse y publicó un boletín, con consejos y sugerencias hasta 1964. En 1952, dejó su puesto de transmisión con AVRO, pero continuó asumiendo la presidencia de la IAWR hasta 1956. Posthumus-van der Goot publicó Vrouwen vochten voor de vrede (Mujeres lucharon por la paz) en 1961 y Vrede conoció a een menselijk gezicht (Paz con rostro humano) en 1973. Ambas analizaron el papel de la gente común en la defensa de la paz, aunque sus opiniones sobre las capacidades especiales de las mujeres en su papel de madres al tener talentos especiales de negociación no estaban en consonancia con el pensamiento feminista de la llamada segunda ola. Se desempeñó como presidenta en 1964, del comité de mujeres holandés para prepararse para el Año de Cooperación Internacional reconocido por las Naciones Unidas en 1965. En 1967, Pothumus-van der Goot fundó el Instituto Científico Internacional de Interpretación Femenina (ISIFI), como parte de la International Peace Research Association, para avanzar en el estudio sobre cómo las mujeres contribuyeron al desarrollo de la paz y otros problemas mundiales.
En 1974, Posthumus-van der Goot dejó el liderazgo de la IAV, aunque continuó trabajando en el archivo como bibliotecaria. Trabajó en una segunda edición de De madre a hija en 1977. En 1982, sus importantes contribuciones al Movimiento de Mujeres Holandesas fueron reconocidas cuando fue honrada como oficial de la Orden de Orange-Nassau .

## Muerte y legado
Posthumus-van der Goot murió en Ámsterdam el 16 de enero de 1989, con cientos de feministas asistiendo a su cremación el 20 de enero. Su trabajo con el IAV y su libro From Mother to Daughter son reconocidos como contribuciones significativas a la historia de las mujeres en los Países Bajos. En 2008, fue honrada por el gobierno de Israel como una de las Justas entre las Naciones por su ayuda a los judíos durante el Holocausto .